# Chlumčany u Přeštic
Chlumčany (deutsch Chlumcan, Klumtschan) ist eine Gemeinde mit 2398 Einwohnern in Tschechien. Sie liegt drei Kilometer südlich von Dobřany an der Radbuza und gehört zum Okres Plzeň-jih. Die Katasterfläche beträgt 878 ha.

## Geographie
Chlumčany befindet sich am Rande des Pilsner Beckens auf 404 m ü. M. im Quellgebiet des Chlumčanský potok. Durch den Ort verläuft die Trasse der Europastraße 53/Staatsstraße 27 von Pilsen nach Přeštice und die Eisenbahnstrecke von Pilsen nach Klatovy, an der sich außerhalb Ortslage im Industriegebiet ein Bahnhalt befindet. Nordwestlich von Chlumčany liegt der ausgedehnte Komplex der psychiatrischen Klinik Dobřany und im Westen das Industrie- und Bergbaugebiet der Keramischen Werke Chlumčany.
Nachbarorte sind Dobřany im Norden, Vysoká und Hradčany im Osten, Lišice im Südosten, Horní Lukavice und Zastávka im Süden, Dnešice im Südwesten, Černotín im Westen.

## Geschichte
Die erste urkundliche Erwähnung von Chlumčany erfolgte 1379. Besitzer war das Rittergeschlecht Chlumčanský auf Přestavlky. Chlumčany gehörte neben Háj zur Herrschaft Přestavlky. Während der Hussitenkriege kämpften Mikuláš Chlumčanský, wie später auch sein Sohn Jan, auf der Seite der Katholiken und verteidigte auch den Besitz des Klosters Chotěšov. 1496 erwarb Mikuláš Vlach die Herrschaft, die er 1501 an Matouš von Domaslav verkaufte. 1560 wurde Jan Příchovský von Příchovice auf Smržovice und Dobříkov neuer Grundherr. 1592 verkaufen die Příchovský einen Teil von Chlumčany an Johann Wiedersperger von Wiedersperg, der später auch den anderen Anteil den Brüdern Tobias und Wolf von Domaslav abkaufte. 1602 verkaufte Wiedersperger die Herrschaft an Mikuláš Vratislav z Mitrovic. Dessen Besitz wurde 1621 wegen Beteiligung am Ständeaufstand eingezogen und nach seiner Begnadigung erhielt ihn die Familie 1631 zurück. 1654 erfolgte die Vereinigung der Herrschaft Chlumčany mit Dnešice. 1701 erwarb Adam Heinrich von Steinau den Besitz von Jan Antonín z Mitrovic. Als Steinau 1712 starb, verkauften seine Erben Chlumcan an Ferdinand Mathias von Morzin. 1773 wurde der Minister Carl Friedrich Hatzfeldt zu Gleichen Besitzer von Chlumcan und nach dessen Tode erwarb 1793 Hugo Damian von Schönborn die Grundherrschaft. 1846 lebten in Chlumcan 446 Menschen. Pfarrort war seit jeher Dobrzan.
Mit der Ablösung der Patrimonialherrschaften wurde der Ort 1850 zu einer selbstständigen Gemeinde. In der zweiten Hälfte des 19. Jahrhunderts entstanden in dem Dorf erste Betriebe. Die Entdeckung der Kaolinlagerstätte zwischen Chlumčany und Dnešice im Jahre 1873 führte zu einem Wandel des Ortscharakters. Es entstand eine Kaolinschlämmerei und die keramischen Werke wurden gegründet. 1869 hatte das Dorf 497 Einwohner, diese Zahl stieg bis 1910 auf 981 an. Zum Ende des 19. Jahrhunderts hatte Johann von Schönborn seinen Sitz in das Schlösschen Příchovice und schließlich nach Prag verlegt.
Seit 1906 verpachteten die Schönborn ihre Ländereien und die Betriebe. Pächter des Gutshofes wurde Isidor Stern. Nach der Gründung der Tschechoslowakei wurden die Schönbornschen Güter 1924 im Zuge der Bodenreform eingezogen. Während des Bombenangriffes der Alliierten auf Wiesengrund fielen in der Nacht zum 7. April 1943 auch 32 Bomben auf Chlumcaner Fluren.
Zwischen 1963 und 1964 wurde am westlichen Dorfrand eine große Trabantensiedlung errichtet, nach deren Fertigstellung sich die Einwohnerzahl innerhalb von zwei Jahren fast verdoppelte und bis 1966 auf 2303 anstieg. 1974 wurde ein Kulturhaus gebaut. 1991 hatte die Gemeinde 2234 Einwohner.
Die Keramischen Werke Chlumčany sind einer der größten Produzenten von Fliesen in Tschechien, sie befinden sich zu 95 Prozent im Besitz der Unternehmensgruppe Lasselsberger.

## Sehenswürdigkeiten
- Kapelle der Jungfrau Maria, errichtet zwischen 1746 und 1749
- Statue des Hl. Johannes von Nepomuk, 1888 aufgestellt
- Reste der Feste Hradčany
- Kapelle in Hradčany

## Gemeindegliederung
Zur Gemeinde Chlumčany gehört der Ortsteil Hradčany.